# Cal Menut (el Prat de Llobregat)
Cal Menut és una masia del Prat de Llobregat (Baix Llobregat) inclosa a l'Inventari del Patrimoni Arquitectònic de Catalunya.

## Descripció
Masia de dos cossos adossats que correspon a una variant de la tipologia 1.I de l'esquema de Danés i Torras. És de planta baixa i pis, amb golfes, i el cos lateral devia correspondre a una antiga cort o pallissa. Es troba molt restaurada i sense cap utilització agrícola, perquè està situada dins l'aeroport i és de propietat estatal.